# D之食卓2
《D之食卓2》是由WARP股份有限公司開發，並於1999年12月23日發售的Dreamcast用遊戲軟體。

## 概要
本作雖然為《D之食卓》的續集，但遊戲內容跟前作相比可說是截然不同。本作標題以及包裝，就連用來宣傳活動的廣告，比起正式名稱「D之食卓2」，更常稱為「D2」。
遊戲發表方面，分別在1998年5月23日於東京國際論壇大樓（5000人×2次）以及全國4大會場（大阪日本橋等地）進行現場直播。在此之前，為了發表遊戲，他們強烈希望世嘉公司能公開次世代主機的消息，所以在1998年5月21日、22日發佈新聞時，Dreamcast的開發以及發售時期也跟著一併公開。

## 遊戲内容
玩家將操作「蘿拉・巴頓」並嘗試從加拿大的冬季雪地中逃出生天。
遊戲中分為兩部分，分別是在建物中，會像前作《D之食卓》一樣，必須一步步進行探索的「冒險部分」，以及外出時會隨機遇敵並以手持的槍械進行戰鬥的「射擊部分」。在射擊部分中獲勝時還能得到經驗值並提升等級。
除了在床上睡覺以外，還能使用回復道具或吃下狩獵動物所獲得的肉塊來回復體力。體力條以搖曳的火焰方式呈現，受傷時，火焰會一步步地削弱，當消失時就會死亡。
遊戲中出現的怪物都是由人類變成的，當他們怪物化時會用「開花」的方式呈現。遊戲中還會遇到「未開花的人類」，另外以為是「未開花」的人類也會突然「開花」並襲擊玩家。

## 故事大綱
2000年12月25日，就在航行到加拿大上空的飛機中，有一位正在用筆電打字的女性蘿拉‧巴頓，她在無意識下而睡著。但由於不小心按到鍵盤，讓畫面上出現大量「d」的文字。他的周遭有深睡的男性，看起來正在煩惱某事的黑人女性以及手持熊玩偶的女孩子，然後還有個全身穿著黑色服裝並唱誦怪異咒語的老人…。
當她被某聲音驚醒時，作為母親遺物的化妝鏡卻因此掉了下去，並被坐在隔壁的白人男性撿起來。在男性要交還給他時，卻突然發生劫機事件。就在機內陷入混亂時，剛才的男性拿起預藏的手槍，準備要與劫機犯應戰。
此時，化妝鏡突然發出光芒，似乎察覺到發生某事的白人男性立刻抓著蘿拉往機後逃跑同時，飛機也被隕石擊中，並因此墜落到雪地當中…。

## 登場人物
- 蘿拉・巴頓（声：駒塚由衣）
- 金柏莉・福克斯（声：幸田直子）
- 大衛・普雷納（声：大塚明夫）
- 帕卡・傑克森（声：山野井仁）
- 珍妮（声：小櫻悅子）
- 諾雷克斯・葛歐盧奇達（声：肯・山德斯）
- 萊利・戴貝爾（声：荒川太郎）
- 珍妮的爺爺（声：永井一郎）
- 大媽媽（声：北濱晴子）

## 評價
當時飯野賢治表示這是部已經做好準備而且時機也正好到來才公開的作品，讓本作因此受到許多注目。
影片表現在1999年當時，在對手PlayStation 2將要發售之前，包括全動態影像的電影場景，就連實際遊玩畫面都是那時候的最高水準。特別是雪花能一片片隨機落下，卻沒有任何被省略或延遲的情形，並且還採用當時遊戲中不常使用的功能像是影像變形 、動態模糊、 粒子系統等許多特殊效果。
透過這個作品，讓WARP股份有限公司在2000年時也改名為SuperWarp股份有限公司。

## M2版
《D之食卓2》最初發表製作時，也提及將會提供本作作為3DO的後繼機3DO M2上的殺手級遊戲。隨著M2終止發售，連帶也讓M2版《D之食卓2》的製作跟著中止。至於遊戲内容則與Dreamcast版完全不同。

## 備註
遊戲結尾後會顯示出Dreamcast內的現在時間，然後再等待一會，就會迎接2001年到來，並秀出「A Happy New Century」的字幕。